# 福島高専ホープス
福島高専ホープス（ふくしまこうせんホープス）は、福島県いわき市に本拠地を置き、日本野球連盟に加盟していた社会人野球のクラブチームである。
2015年よりベースボール・チャレンジ・リーグに加盟している福島県に本拠地を置く福島レッドホープス（旧・福島ホープス）との関連はない。

## 来歴
高等専門学校は5年制の専門的な高等教育機関であるが、日本高等学校野球連盟（高野連）の定める手続を踏めば、春・夏の甲子園大会を頂点とする様々な高校野球の大会に出場することができる。しかし、あくまでもそれは18歳の誕生日を迎えた直後の4月1日までしか認められておらず、高専の場合、4年生と5年生は野球部に所属していても大会に出ることは認められていなかった。
そこで福島工業高等専門学校の野球部は、4年生と5年生が中心となった全国で初めての社会人野球の高専チームとして『福島高専ホープス』を立ち上げ、2005年4月1日付けで日本野球連盟にクラブチームとして加盟した。
2006年には、都市対抗野球大会福島県1次予選を1位通過し、初めて東北2次予選に駒を進めた。その東北2次予選に向かうバスが全焼し、思わぬ形でチームが全国ニュースで取り上げられる形となった。何とか用具や寄付金を集めて2次予選に参加できたが、NTTグループ東北マークスや水沢駒形野球倶楽部に連敗を喫し予選リーグ敗退となった。
その後、学外の活動に学校が懸念を示し圧力をかけるなどチーム運営に暗雲が垂れ込め、当面野球チームとして活動する体制が整うまでは休部することとなり、2007年4月18日付けで日本野球連盟から休部が公示された。
現在は一般社団法人全国高等専門学校連合会が主催している全国高等専門学校体育大会硬式野球競技で活躍している。